# کلایمر (ایندیانا)
کلایمر (به انگلیسی: Clymers) یک منطقهٔ مسکونی در ایالات متحده آمریکا است که در شهرستان کاس، ایندیانا واقع شده‌است. کلایمر ۲۲۰٫۰۷ متر بالاتر از سطح دریا واقع شده‌است.